# شهرداری روگایی
شهرداری روگایی (به لاتین: Rugāji Municipality) یک شهرداری در لتونی است. شهرداری روگایی ۲٬۶۷۹ نفر جمعیت دارد.